# تی‌آی‌ام برزیل
تی‌آی‌ام برزیل (به ایتالیایی: TIM Brasil) شرکت مخابرات برزیلی است، که شعبه‌ای از شرکت مخابرات ایتالیایی تلکام ایتالیا موبایل در کشور برزیل بوده و در حال حاضر با در اختیار داشتن بیش از ۷۰٫۹ میلیون مشترک تلفن همراه در کشور برزیل، به‌عنوان بزرگترین ارائه‌کننده خدمات تلفن همراه در برزیل محسوب می‌شود.
شرکت تی‌آی‌ام برزیل در سال ۱۹۹۵ راه‌اندازی شد و از سال ۱۹۹۸ تاکنون نیز، تحت مدیریت شرکت تلکام ایتالیا موبایل اداره می‌شود و هم‌اکنون به ارائه خدمات شبکه جی‌اس‌ام تلفن همراه، خطوط تلفن ثابت و دسترسی به اینترنت اشتغال دارد. دفتر مرکزی این شرکت در شهر ریو د ژانیرو، برزیل قرار دارد و بخشی از سهام آن در بازارهای بورس نیویورک و بورس سائوپائولو معامله می‌شود.